# Interaktom
Als Interaktom [ɪntɐʔakˈtoːm, ɪntərakˈtoːm] wird das Gesamtnetzwerk der molekularen Wechselwirkungen in der Zelle bezeichnet. Oft wird der Begriff auf die Wechselwirkungen zwischen Proteinen eingeschränkt. Die noch junge biologische Disziplin der Erforschung von Interaktomen heißt Interaktomik (Interactomics). Die Größe des Interaktoms wurde ferner als Maßstab für die Komplexität eines Organismus vorgeschlagen.

## Geschichte
Auch nach der vollständigen Sequenzierung verschiedener Genome, darunter der des menschlichen Genoms im Humangenomprojekt, blieben viele Fragen in Bezug auf das Verständnis der Funktionsweise von Organismen offen. Als einer der nächsten Schritte (vgl. -omik) gilt das Aufdecken der Wechselwirkungen innerhalb des Proteoms. Beispielsweise ist das Verständnis der komplexen Protein-Protein-Wechselwirkungen in Signaltransduktionswegen ein Ansatz zur Therapie verschiedener Krankheiten wie Krebs.
Besonders weit fortgeschritten ist die Erforschung des Interaktoms des Modellorganismus Backhefe (Saccharomyces cerevisiae), dessen Proteom und Interaktom zu großen Teilen bekannt sind. Beim Menschen ist der Wissensstand diesbezüglich weit geringer: Eine auf netzwerkanalytischen Methoden beruhende Arbeit von Stumpf et al. kam zum geschätzten Ergebnis, dass das menschliche Interaktom ungefähr 650.000 Protein-Wechselwirkungen enthält, von denen derzeit weniger als 0,3 % bekannt sind. Die Autoren schlugen außerdem die Größe des Interaktom-Netzwerks als Maß für die Komplexität eines Organismus vor. Aus den Schätzwerten folgt, dass im Gegensatz zum Genom (das Genom von Kohl enthält mehr Gene als das des Menschen, siehe Genom#Genomgrößen) das Interaktom des Menschen deutlich größer ist als das von anderen Organismen, die wir als weniger komplex bezeichnen würden. So könnte die Größe des Interaktoms unserem intuitiven Verständnis eines Komplexitätsmaßes besser entsprechen.

## Methoden zur Erforschung von Interaktomen
Es gibt verschiedene Methoden zur Analyse von Protein-Protein-Wechselwirkungen, darunter Yeast Two-Hybrid System oder TAP (Tandem Affinity Purification). Allerdings sind viele der gegenwärtigen Techniken noch fehleranfällig.
Es existieren verschiedene Datenbanken für Interaktom-Netzwerke, beispielsweise:
- Reactome
- Database of Interacting Proteins (DIP)[4]
- IntAct – The Molecular Interaction Database[5]
- BioGRID[6]

## Belege
1. ↑  Gavin C. K. W. Koh et al.: Analyzing Protein–Protein Interaction Networks. In: Journal of Proteome Research 2012 11 (4), 2014-2031 doi:10.1021/pr201211w
2. ↑  Stumpf M, Thorne T et al.: Estimating the size of the human interactome. PNAS, 2008, 105(19): 6959 doi:10.1073/pnas.0708078105
3. ↑  L.A. Amaral: A truer measure of our ignorance. In: PNAS, 2008, 105(19):6795 doi:10.1073/pnas.0802459105
4. ↑  APID (Agile Protein Interaction DataAnalizer) (Memento vom 6. Mai 2016 im Internet Archive)
5. ↑  IntAct
6. ↑  BioGRID - Database of Protein and Genetic Interactions